# Cédric Lopez
Pour les articles homonymes, voir Lopez.
Cédric Lopez (né le 13 février 1973 à Saint-Nazaire) est un athlète français, spécialiste des épreuves combinées.

## Biographie
Cédric Lopez, licencié en seniors, à l'ESCO 44 (Entente sportive des Clubs de l'Océan), est sacré champion de France du décathlon en 1999 à Niort, avec 7 971 points.
Il participe aux championnats du monde 1997 et se classe 15e du décathlon en établissant la meilleure performance de sa carrière avec 8 047 pts.
Il est également médaillé d'argent aux Jeux de la Francophonie 1994.